# 1999 CJ78
1999 CJ78 är en asteroid i huvudbältet som upptäcktes den 12 februari 1999 av LINEAR i Socorro County, New Mexico.
Asteroiden har en diameter på ungefär 15 kilometer.